# Arquivo Brasileiro de Medicina Veterinária e Zootecnia
O Arquivo Brasileiro de Medicina Veterinária e Zootecnia é um periódico científico editado pela Editora FEPMVZ da Escola de Veterinária da Universidade Federal de Minas Gerais - UFMG. Faz parte da Coleção do Scielo e está indexada em vários indexadores como o ISI, AGRIS, MEDLINE e LILACS.

## Missão
Publicar trabalhos científicos sobre temas de medicina veterinária, zootecnia, tecnologia e inspeção de produtos de origem animal e áreas afins.